# Cecil Aronowitz
Cecil Aronowitz (4 de marzo de 1916 – 7 de septiembre de 1978) fue un intérprete de viola británico, miembro fundador del Melos Ensemble, un destacado músico de cámara y un influyente profesor en el Royal College of Music y el Royal Northern College of Music.

## Carrera
Cecil Aronowitz nació en 1916 en King William's Town, Sudáfrica. En 1933 comenzó a estudiar violín en Durban con Stirling Robbins. Después de dos años marchó a Inglaterra con una beca para estudiar en el Royal College of Music de Londres. En 1939, la 2ª Guerra Mundial interrumpió sus estudios y pasó los siguientes seis años en el ejército. Cuando regresó a Inglaterra se pasó a la viola.
El Cuarteto Amadeus lo requirió con regularidad para tocar la segunda viola en el repertorio de quinteto de cuerda y sexteto de cuerda. En la primavera de 1949 se incorporó a la sección de violas de la Orquesta Filarmónica de Londres. En 1950, cofundó el Melos Ensemble. Aronowitz fue el violista del grupo durante décadas, y Terence Weil fue el violonchelista. El fagot William Waterhouse escribió en 1995, "fue la notable relación entre este par de cuerdas bajas, que se mantuvo constante a lo largo de una sucesión de distinguidos líderes, la que dio una distinción especial a este excepcional conjunto." Él también toca y graba con el Cuarteto de Piano Pro Arte, con Kenneth Sillito, tocando el violín, Terence Weil al violonchelo y Lamar Crowson tocando el piano. Aronowitz también toca regularmente con los London Mozart Players y fue el principal violista en la Goldsbrough Orquesta (que más tarde pasó a convertirse en la Orquesta de Cámara inglesa). También apareció en el Festival de Aldeburgh cada año a partir de 1949, hasta su muerte en 1978. En Aldeburgh, Aronowitz fue solista, músico de cámara, y líder de las violas en el English Opera Group.
Benjamin Britten escribió muchas partes de viola con Cecil Aronowitz en mente, en particular, en sus óperas de cámara y en sus óperas eclesiásticas. La música de cámara de su Réquiem de Guerra fue escrita para el Melos Ensemble y fue dirigida por Britten en el estreno, en Coventry, en 1962. La primera grabación fue hecha en 1963. Cecil Aronowitz también participó en el estreno y la primera grabación de la obra de Britten Curlew River en 1964. En 1976, Britten escribió para Aronowitz una versión de su Lachrymae (escrito para William Primrose en 1950, originalmente, para viola y piano) para viola y orquesta de cuerdas.
En 1951 estrenó la Suite para Viola y Violonchelo de Arthur Butterworth con Terence Weil. Alun Hoddinott escribió un Concertino para viola, para él en 1958. Las Variaciones para Viola y Piano (1958), Op 1 de Hugh Wood, fueron estrenadas por Margaret Kitchin y Cecil Aronowitz el 7 de julio de 1959, en un concierto en el Wigmore Hall dado por la Sociedad para la Promoción de la Nueva Música. En la década de los 60 tocó en el Cuarteto Cremona con el líder Hugh Maguire, Iona Brown, y Terence Weil. En el año 1976, en el Festival de Aldeburgh él y su esposa Nicola Grunberg dieron la primera interpretación en público fuera de Rusia de la última obra Shostakovich, la genial Sonata para Viola y Piano, Op. 147, en presencia de Britten y la viuda Shostakovich.
Enseñó a tocar viola y música de cámara en el Royal College of Music durante 25 años, luego, en 1973 se convirtió en el primer Jefe de Cuerdas en el recién formado Royal Northern College of Music de Manchester. El RNCM tiene establecido el Premio para viola Cecil Aronowitz, que otorga regularmente.
En 1978 sufrió un accidente cerebrovascular en una interpretación de Quinteto de Cuerda en do mayor de Mozart y murió en Ipswich, Inglaterra, a la mañana siguiente.

## Grabaciones seleccionadas
Su larga discografía incluye notables grabaciones con el Melos Ensemble. Sus grabaciones de música de cámara para instrumentos de viento y cuerdas se volvieron a publicar en 2011, incluyendo las obras para conjuntos más grandes que fueron la razón para fundar el conjunto, como la del Septeto y el Octeto de Beethoven, el Octeto Schubert y la Introducción y Allegro de Ravel donde toca con Osian Ellis (arpa), Richard Adeney (flauta), Gervase de Pexer (clarinete), Emanuel Hurwitz y Ivor McMahon (violín), y Terence Weil (violonchelo).
- Mátyás Seiber: Elegía para viola y orquesta, Orquesta Filarmónica de Londres, Mátyás Seiber (1960)[13]
- Benjamin Britten: Réquiem De Guerra (1963)[14]
- Benjamin Britten: Curlew River (1965)
- Johannes Brahms: Quintetos de Cuerda, Sexteto De Cuerda Nº 1, Sexteto De Cuerda Nº 1, Cuarteto Amadeus, William Pleeth (1966-1968)[15]
- Gustav Holst: Movimiento Lírico para Viola y Pequeña Orquesta, Orquesta de Cámara inglesa, Imogen Holst (1967)[16]
- W. A. Mozart: Quintetos de Cuerda, Cuarteto Amadeus (1967-1974)[17]
- Paul Hindemith: Trauermusik para viola y cuerdas, Orquesta de Cámara inglesa, Daniel Barenboim (1968)
- Hector Berlioz: Harold en Italie, con la Orquesta Sinfónica de Yok.[18]
- Ralph Vaughan Williams: Flos Campi, con la Jacques Orquesta y el Coro del King's College, Cambridge, David Willcocks (1970)
- Richard Strauss: el Preludio de Capriccio, Cuarteto Amadeus, William Pleeth (1971)[19]
- Johannes Brahms: Dos Canciones, Op. 91, Janet Baker, André Previn (piano)[20]